# Gambá-de-orelha-branca
O gambá-de-orelha-branca (Didelphis albiventris), também conhecido como timbu, cassaco, saruê, sariguê micurê e mucura, é uma espécie de gambá nativa na Argentina, Bolívia, Brasil, Paraguai, e Uruguai. É um animal generalista que vive em muitos habitats distintos, podendo apresentar comportamento predominantemente terrestre ou arboreal.
Por algum tempo, essa espécie foi classificada junto ao gambá-de-orelha-preta (Didelphis aurita) dentro do táxon Didelphis azarae. Isso levou à descontinuação de azarae como nome de espécie. De 1993 até 2002, essa espécie também incluía o Didelphis imperfecta e o Didelphis pernigra como subespécies.

## Etimologia
O nome gambá possui origem na língua tupi podendo advir de gã'bá (seio oco) ou gua (seio, ventre) + ambá/embá (vazio, oco). As designações sariguê (e seu feminimo sarigueia) e saruê advém do tupi sari'gwe, enquanto micurê também tem origem indígena, mas sua etimologia é desconhecida. Outro de seus nomes, mucura, originou-se no tupi mu'kura, que significa gambá.

## Descrição

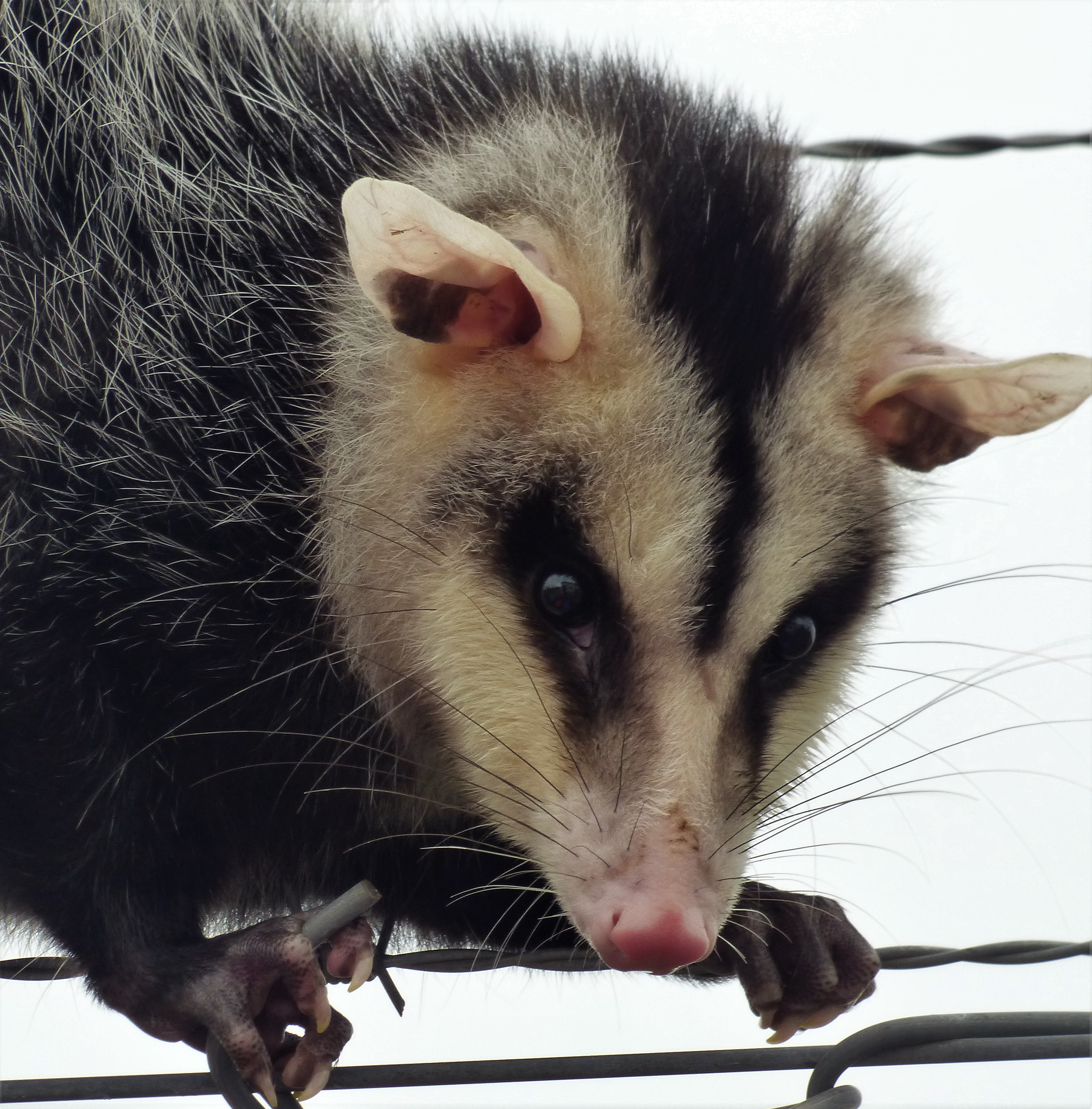
Rosto de D. albiventris, Uruguay

O gambá-de-orelha-branca pesa cerca de um (0,45 quilo) a três (1,3 quilo) libras e tem pelo preto e cinza, com cabelos brancos cobrindo as orelhas e o rosto, e cabelos escuros nas longas caudas.
Este gambá apresenta uma dentição heterodonte, mais próxima à dos humanos do que dos roedores.

## Distribuição e habitat
O gambá-de-orelha-branca é um animal muito versátil e seus habitats naturais são muito diferentes em termos de ocorrência de chuva, umidade, disponibilidade de água e temperatura.
Vive em prados, montanhas, bosques e florestas, podendo também ser encontrado em ambientes urbanos próximos a áreas de reserva. É comumente encontrado na Argentina, Paraguai, Uruguai, Bolívia e Brasil, nos Andes e nas florestas úmidas da Guiana, Suriname e sul da Venezuela.
O gambá-de-orelha-branca frequentemente muda de habitat para acasalar. As populações geralmente são maiores em épocas mais úmidas, quando os filhotes começam a procurar por comida sozinhos.

## Alimentação
Os gambás-de-orelha-branca são onívoros, alimentando-se principalmente de frutas, como jerivás e figueiras, mas também de invertebrados como besouros e diplópodes, e pequenos vertebrados, como pássaros e outros mamíferos.
Sua dieta também os torna importantes na dispersão de sementes. Os gambás mais jovens consomem frutas menores do que os gambás mais velhos, então geralmente os gambás adultos dispersam sementes maiores. No entanto, proporcionalmente, sementes menores têm mais chance de passar pelo intestino sem causar danos. Também há registros de consumo de néctar floral em uma espécie de bromélia da Caatinga para a qual esse animal pode atuar como polinizador.